# Харабет Віктор Вікторович
Віктор Вікторович Харабет (5 квітня 1939, Маріуполь — 2 травня 2017, там само) — вчений, кандидат педагогічних наук, доктор філософії, академік Міжнародної кадрової академії, громадський діяч, грек за походженням, ветеран грецького національного руху в Україні. Брат Юхима Вікторовича Харабета (1929—2004).

## Життєпис
Народився Віктор Вікторович Харабет 5 квітня 1939 року в місті Маріуполь.
Навчався в Київському інженерно-будівельному інституті за спеціальністю «Архітектура містобудування», працював архітектором в проєктному інституті.
В 1971 році перейшов на педагогічну роботу. Пройшов шлях від викладача до директора будівельного технкуму. У 1988 р. був удостоєний срібної медалі ВДНГ СРСР і золотої медалі ВДНГ України. За підготовку кваліфікованих робітників для народного господарства і внесок в педагогіку він нагороджений орденом «Знак Пошани», Почесними грамотами Міносвіти СРСР і України. У 1988 р. за розробку і реалізацію методики професійного виховання став Лауреатом премії імені Н. К. Крупської, а за розробку теорії проектування педагогічних технологій — Лауреатом премії Академії педагогічних наук СРСР.
1993 року захистив кандидатську дисертацію з професійної педагогіки, інноваційної діяльністі в галузі вітчизняної педагогіки та соціальної роботи.
Тривалий час викладав у Приазовському державному технічному університеті, де за його ініціативою було відкрито дві нові спеціальності: «педагог-будівельник» і «педагог-економіст». У 2000 році за активної участі Віктора Вікторовича була відкрита ще одна спеціальність — «соціальна робота». У 2004—2017 рр. очолював кафедру соціології та соціальної роботи.
Автор навчальних фільмів, підручників, навчальних посібників, монографій, наукових статей з професійної педагогіки і соціальної роботи.
Ім'я Віктора Харабета занесено у фундаментальну енциклопедію історії професійної освіти України за 100 років.
Помер Віктор Вікторович Харабет 2 травня 2017 року у Маріуполі.

## Громадська робота
Віктор Харабет — один із лідерів грецького національного руху. Довгі роки він був активним членом Маріупольського товариства греків. Стояв біля витоків створення Федерації грецьких товариств України, зробив великий внесок у розробку її організаційної структури. Входив до керівних органів ФГТУ, з 1995 по 1997 рік — відповідальний секретар, у 2003—2006 роках — член Президії Федерації. Був делегатом міжнародних грецьких конгресів у Німеччині, США, Греції.
За ініціативою В. Харабета були створені науково-дослідний та видавничий відділи виконкому Федерації, які він очолював у 1997—1999 роках.
В. Харабет — засновник серії видань «Жизнеописание знаменитых греков Украины», автор низки науково-популярних статей, які публікувалися в наукових збірках та періодичних виданнях, книги «Эллинистический мир. Хронология греков Украины» (2016).

## Відзнаки
- Орден «Знак Пошани» (1986);
- Медаль «Ветерана праці» (1987);
- Відмінник народної освіти України (1989);
- Лауреат Премії ім. Н. К. Крупської Міністерства освіти СРСР (1988);
- Лауреат Премії Академії педагогічних наук СРСР (1988);
- Срібна медаль ВДНГ СРСР «За комплексне методичне забезпечення учбово-виховного процесу в системі профтехобразования» (1988);
- Золота медаль ВДНГ України (1988);
- Диплом Всесоюзного науково-технічного товариства СРСР «За розробку комплекту інструкція — технологічних карт по підготовці будівельників» (1986);
- Грамота Міністерства освіти України (1994);
- Почесна Грамота Міністерства освіти і науки України (2005);
- Нагрудний знак Міністерства освіти України «Петро Могила» (2010);
- Лауреат Всеросійського конкурсу "Краща наукова книга в гуманітарній сфері (2013).

## Вибрані твори
- Строительные монтажные работы: инструкц.-технол. карты: учеб. пособие для ПТУ / В. В. Харабет. — Киев: Выща шк., 1990. — 255 с. — ISBN 5-11-002337-9. (рос.)
- Преподавание технологии монтажа стальных и железобетонных конструкций: метод.пособие для ПТУ / Виктор Викторович Харабет. — М.: Высшая школа, 1991. — 191 с. — ISBN 5-06-002084-3. (рос.)
- Технологія будівельно-монтажних робіт: підручник / В. В. Харабет. — К.: Вища школа, 1995. — 303 с.
- Народная педагогика в контексте истории греческих традиций / В. В. Харабет // Вісник Маріупольського державного університету. Сер.: Філософія, культурологія, соціологія. Вип. 2. — Маріуполь, 2011. — С. 137—143.
- Эллинизм и эллинистический мир. Взгляд в прошлое и понимание настоящего / В. В. Харабет // Эллины Украины. — 2004. — № 2 (69). — С. 7. (рос.)
- «Жить надо там, где родился и среди народа, которому принадлежишь» / В. В. Харабет // Эллины Украины. — 2011. — № 4 (139). — С. 4. (рос.)
- Эллинистический мир. Хронология греков Украины / В. В. Харабет. — Мариуполь : ООО «ППНС», 2016. — 388 с. — ISBN 978-617-7413-04-1. (рос.)